# Свети Фанурий и Свети Йоан Предтеча (Солун)
„Свети Фанурий и Свети Йоан Предтеча“ (на гръцки: Αγίου Φανουρίου και Τιμίου Προδρόμου) е църква в македонския град Солун, енорийски храм на Солунската епархия на Вселенската патриаршия, под управлението на Църквата на Гърция. Църквата е разположена в квартала Като Тумба, на улица „Йоанина“ № 130.
Храмът е изграден от заселилите се в района в 1922 година гърци бежанци от Източна Тракия, Мала Азия, Кападокия и Понт. На 25 юни/8 юли 1923 година митрополит Генадий Солунски поставя основния камък на храма. Автор на проекта е архитект Рувенс. Църквата е открита пет години по-късно, на 7 октомври 1928 година от Генадий Солунски. Двойното име се дължи на това, че бежанците искат тя да е посветена на Свети Фанурий, а митрополит Генадий – на Йоан Предтеча.
В архитектурно отношение храмът е трикорабна базилика с женска църква. В отделна сграда срещу храма са офисите на свещениците и духовният център. В храма се пазят икона на Света Богородица Ревматократира (Владетелка на реката), донесена от бежанците от Родосто, мощи от Свети Арсений и Свети Николай Планас.
Църквата има четири параклиса – „Вси солунски светии“ в двора, „Свети Арсений Кападокийски“, долепен до храма, „Свети Четиридесет мъченици“ в женската църква и „Свети Николай Планас“ също в женската църква.